# ORC4
ORC4‏ (Origin recognition complex subunit 4) هوَ بروتين يُشَفر بواسطة جين ORC4 في الإنسان.